# Институт физики полупроводников имени А. В. Ржанова СО РАН
Институ́т фи́зики полупроводнико́в им. А. В. Ржанова — один из крупнейших институтов Новосибирского научного центра Сибирского отделения РАН. Основан в 1964 году. У истоков создания ИФП стоял крупный учёный академик Анатолий Васильевич Ржанов.
В состав Института входит 23 научных лаборатории, Новосибирский филиал ИФП СО РАН «Конструкторско-технологический институт прикладной микроэлектроники», в котором разрабатывается и выпускается ряд тепловизионных систем и приборов. На базе Института действует один из наиболее эффективно работающих центров коллективного пользования — ЦКП «Наноструктуры».
В Институте работает около 1000 человек, в том числе в филиале ИФП СО РАН «КТИПМ» — около 220 человек. Общее число научных сотрудников — 227 человек из них, 2 академика РАН, 4 член-корреспондента РАН, 41 доктор наук; 140 кандидатов наук.
Из-за вторжения России на Украину институт находится под санкциями всех стран Евросоюза, Японии, Канады и США.

## Научные направления
Основными направлениями научной деятельности института являются:
- актуальные направления физики конденсированных сред, в том числе физика полупроводников и диэлектриков, физика низкоразмерных систем;
- элементная база микроэлектроники, наноэлектроники, квантовых компьютеров, в том числе физико-химические основы технологий микроэлектроники, наноэлектроники, оптоэлектроники, акустоэлектроники, микросенсорики;
- актуальные проблемы оптики, лазерной физики, включая квантовую электронику[9].

## История
Институт был основан в 1964 году на базе объединения Института физики твердого тела и полупроводниковой электроники СО АН СССР и Института радиофизики и электроники СО АН СССР (постановление Президиума АН СССР № 49 от 24 апреля 1964 года). В 2003 году к Институту физики полупроводников СО РАН был присоединён в качестве филиала Институт сенсорной микроэлектроники СО РАН (постановление Президиума РАН № 224 от 1 июля 2003 года). В 2005 году к ИФП СО РАН был присоединён в качестве филиала Конструкторско-технологический институт прикладной микроэлектроники (постановление Президиума РАН № 274 от 29 ноября 2005 года). В 2006 году Институту присвоено имя академика А. В. Ржанова (постановление Президиума РАН № 400 от 26 декабря 2006 года). Постановлением Президиума РАН № 262 от 13 декабря 2011 года Институт переименован в Федеральное государственное бюджетное учреждение науки Институт физики полупроводников им. А. В. Ржанова Сибирского отделения Российской академии наук. Постановлением Президиума СО РАН № 440 от 14 декабря 2012 года в целях совершенствования структуры Института Омский филиал Федерального государственного бюджетного учреждения науки Института физики полупроводников им. А. В. Ржанова Сибирского отделения Российской академии наук исключен из состава Института.
В соответствии с Федеральным законом от 27 сентября 2013 г. № 253-ФЗ «О Российской академии наук, реорганизации государственных академий наук и внесении изменений в отдельные законодательные акты Российской Федерации» и распоряжением Правительства Российской Федерации от 30 декабря 2013 г. № 2591-р Учреждение передано в ведение Федерального агентства научных организаций (ФАНО России).

### Директора Института
- чл.-корр. АН СССР, с 1984 академик А. В. Ржанов (1964—1990)
- член-корр. АН СССР / РАН К. К. Свиташев (1990—1998)
- акад. А. Л. Асеев (1998—2013)
- акад. А. В. Латышев (с 2013)

## Структура
В состав института входят следующие научные подразделения (более 20 лабораторий, филиал):

### Научные отделы
- Отдел роста и структуры полупроводниковых материалов, руководитель отдела д.ф.-м.н., профессор О. П. Пчеляков
  - Лаборатория эллипсометрии полупроводниковых материалов и структур, зав.лаб., к.т. н. С. В. Рыхлицкий
  - Лаборатория молекулярно-лучевой эпитаксии элементарных полупроводников и соединений А3В5, зав.лаб., к.ф.-м.н. А. И. Никифоров
  - Лаборатория физических основ эпитаксии полупроводниковых гетероструктур, зав.лаб., к.ф.-м.н. В. В. Преображенский
- Отдел физики и технологии полупроводников пониженной размерности, микро- и наноструктур, руководитель отдела академик А. Л. Асеев
  - Лаборатория нанодиагностики и нанолитографии , зав.лаб., член-корр. РАН, д.ф.-м.н. А. В. Латышев
  - Лаборатория физики и технологии структур на основе полупроводников А3В5 , зав.лаб., д.ф.-м.н., профессор, член-корр. РАН З. Д. Квон
- Отдел инфракрасных оптоэлектронных устройств на основе КРТ , руководитель отдела д.ф.-м.н. Ю. Г. Сидоров
  - Лаборатория технологии эпитаксии из молекулярных пучков соединений А2В6, зав.лаб., к.ф.-м.н. С. А. Дворецкий
  - Лаборатория физико-технологических основ создания приборов на основе полупроводников А2В6, зав.лаб., к.ф.-м.н. В. В. Васильев
- Отдел тонкопленочных структур для микро- и фотоэлектроники, руководитель отдела член-корр. РАН, профессор, И. Г. Неизвестный
  - Лаборатория физики и технологии гетероструктур зав, зав.лаб., д.ф.-м.н. А. Э. Климов
  - Группа моделирования электронных и технологических процессов микроэлектроники , руководитель группы, член-корр. РАН И. Г. Неизвестный
- Отдел физики и техники полупроводниковых структур , руководитель отдела д.ф.-м.н., профессор, В. Н. Овсюк
  - Лаборатория кинетических явлений в полупроводниках , и. о. зав.лаб., к.ф.-м.н. Д. Г. Есаев
  - Лаборатория молекулярно-лучевой эпитаксии полупроводниковых соединений А3В5, зав.лаб., к.ф.-м.н. А. И. Торопов

### Лаборатории
- Лаборатория теоретической физики , зав.лаб., академик, профессор А. В. Чаплик
- Лаборатория вычислительных систем, зав.лаб., д.т. н. К. В. Павский
- Лаборатория физической химии поверхности полупроводников и систем полупроводник-диэлектрик, зав.лаб., к.х.н. О. И. Семенова
- Лаборатория оптических материалов и структур , зав.лаб., к.ф.-м.н. В. В. Атучин
- Лаборатория физики и технологии трехмерных наноструктур , зав.лаб., д.ф.-м.н., профессор В. Я. Принц
- Лаборатория неравновесных процессов в полупроводниках , зав.лаб., д.ф.-м.н., профессор, А. С. Терехов
- Лаборатория физических основ материаловедения кремния , зав.лаб., д.ф-м.н. В. П. Попов
- Лаборатория физических основ интегральной микрофотоэлектроники , и. о.зав. лаб., д.ф.-м.н. А. П. Ковчавцев
- Лаборатория технологии кремниевой микроэлектроники , зав.лаб., д.ф.-м.н. О. В. Наумова
- Лаборатория неравновесных полупроводниковых систем . зав.лаб., член-корр. РАН, д.ф.-м.н., профессор, А. В. Двуреченский
- Лаборатория лазерной спектроскопии и лазерных технологий , зав.лаб., д.ф.-м.н. Н. Н. Рубцова
- Лаборатория нелинейных резонансных процессов и лазерной диагностики , зав.лаб., член-корр. РАН, д.ф.-м.н. И. И. Рябцев
- Лаборатория мощных газовых лазеров , зав.лаб., к.ф.-м.н. Д. Э. Закревский

### Новосибирский филиал ИФП СО РАН «КТИПМ»
- Научно-исследовательский отдел фотохимических технологий
- Научно-исследовательский отдел тепловидение и телевидения
- Тематический отдел конструирования оптико-электронных приборов
- Тематический отдел электронных систем
- Тематический отдел моделирования оптико-электронных приборов
- Тематический отдел прикладной оптико-электронной техники и технологий
- Тематический отдел специального технологического оборудования

### Известные учёные
- Асеев, Александр Леонидович — академик
- Богданов, Сергей Васильевич — член-корр. РАН, профессор
- Двуреченский, Анатолий Васильевич — член-корр. РАН, профессор
- Латышев, Александр Васильевич — член-корр. РАН, профессор
- Неизвестный, Игорь Георгиевич — член-корр. РАН, профессор
- Овсюк, Виктор Николаевич — д.ф.-м.н., профессор
- Пчеляков, Олег Петрович — д.ф.-м.н., профессор
- Ржанов, Анатолий Васильевич — академик
- Рябцев, Игорь Ильич — член-корр. РАН, д.ф.-м.н.
- Свиташев, Константин Константинович — член-корр. РАН
- Смирнов, Леонид Степанович — д.ф.-м.н., профессор
- Стенин, Сергей Иванович — д.ф.-м.н.
- Хорошевский, Виктор Гаврилович — член-корр. РАН, профессор
- Чаплик, Александр Владимирович — академик, профессор

### Дирекция
- Директор — Латышев, Александр Васильевич — член-корр. РАН, д.ф.-м.н., профессор[2]
- Заместители директора по научной работе:
  - Двуреченский, Анатолий Васильевич — член-корр. РАН, д.ф.-м.н., профессор
  - Пчеляков, Олег Петрович — д.ф.-м.н., профессор
- Советники РАН:
  - Богданов, Сергей Васильевич — член-корр. РАН, д.ф.-м.н., профессор
  - Неизвестный, Игорь Георгиевич — член-корр. РАН, д.ф.-м.н., профессор

## Научная инфраструктура

### Центр коллективного пользования
В Институте действует центр коллективного пользования «Наноструктуры» Архивная копия от 19 апреля 2016 на Wayback Machine в котором, проводят исследования различными методами электронной микроскопии атомной структуры, морфологии и химического состава, осуществляется контроль атомарных поверхностей, создаются структуры пониженной размерности для наноэлектроники.
ЦКП создан на базе Новосибирского государственного университета и ряда Институтов СО РАН: ИФП, ИК, ИНХ. Руководитель: член-корр. РАН, профессор А. В. Латышев.

### Уникальные научные установки
Автоматизированная многомодульная сверхвысоковакуумная установка молекулярно-лучевой эпитаксии «Обь-М» (МЛЭ КРТ «Обь-М»)  Архивная копия от 19 апреля 2016 на Wayback Machine
Установка молекулярно-лучевой эпитаксии «Обь-М», разработанная и изготовленная в ИФП СО РАН. Установка используется для выращивания наногетероэпитаксиальных структур твердых растворов теллуридов кадмия и ртути (КРТ) и фоточувствительных материалов на основе многослойных гетероструктур из узкозонных твердых растворов КРТ методом молекулярно-лучевой эпитаксии (МЛЭ) на подложках из кремния и арсенида галлия.
Уникальная научная установка «Многофункциональный аналитический субангстремный сверхвысоковакуумный комплекс» (УНУ «МАССК-ИФП») Архивная копия от 19 апреля 2016 на Wayback Machine
Многофункциональный аналитический субангстремный сверхвысоковакуумный комплекс «МАССК-ИФП» разработан в ИФП СО РАН и не имеет аналогов в РФ. Единственный упрощенный прототип этого оборудования установлен в Токийском технологическом университете в Японии. Уникальный комплекс высокотехнологичного оборудования МАССК-ИФП, входящий в состав ЦКП «Наноструктуры» при ИФП СО РАН, обеспечивает проведение диагностики и прецизионное управление атомными процессами, протекающими на поверхности кристаллов на субангстремном уровне.